# Леопольд Вильгельм Австрийский
Леопольд Вильгельм Австрийский (нем. Leopold Wilhelm von Österreich; 5 января 1614, Винер-Нойштадт, Австрия — 20 ноября 1662, Вена, Австрия) — эрцгерцог Австрийский, имперский фельдмаршал (1639 год), 46-й великий магистр Тевтонского ордена, командующий австрийскими войсками в Тридцатилетнюю войну, также известен как Леопольд Вильгельм фон Габсбург.

## Биография
Младший сын Фердинанда II Габсбурга и Марии-Анны Баварской, дочери герцога Баварского Вильгельма V, брат императора Фердинанда III. Как младшему сыну императора, ему была предуготована церковная карьера: он был великим магистром Тевтонского ордена, князем-архиепископом Бремена (1635—45) и Магдебурга (1631—38), князем-епископом Оломоуца (1637—62), Хальберштадта (1628—48), Пассау (1625—62), Бреслау (1656—62) и Страсбурга (1626—62). Однако большую часть своей жизни он был полководцем императорской армии. Дважды его брат Фердинанд III доверял ему управление войсками в Тридцатилетнюю войну (сентябрь 1639 — февраль 1643 и май 1645 — декабрь 1646 года), во время его штатгальтерства в Нидерландах в 1647—1656 годах он руководил войсками в войне против Франции.
Во время Тридцатилетней войны войска эрцгерцога в 1640 году вытеснили шведов из Богемии а в 1645 году противостояли шведскому авангарду, когда тот дошёл до предместья Вены, Бригиттенау. В 1648 году в качестве штатгальтера Испанских Нидерландов заключил мир с Соединёнными провинциями.
После смерти своего брата, Фердинанда III, эрцгерцог был кандидатом на императорский престол, но поддержал сына Фердинанда, Леопольда, ставшего в 1658 году императором Леопольдом I.

## Роль в искусстве

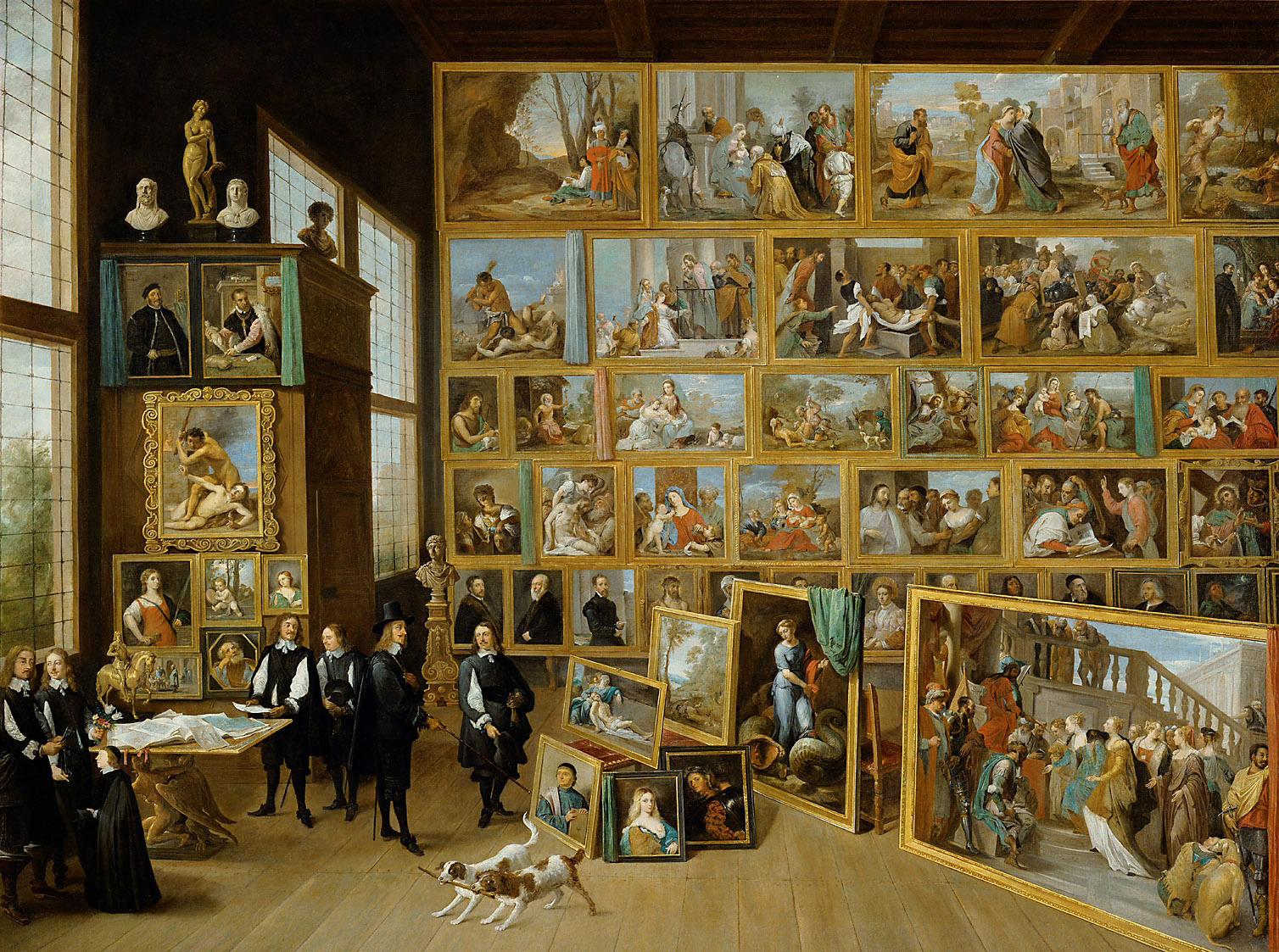
Давид Тенирс Младший. Эрцгерцог Леопольд Вильгельм в своей галерее в Брюсселе. Ок. 1651. Холст, масло. Музей истории искусств, Вена

После смерти эрцгерцога осталось множество его бюстов и портретов в латах и маршальским жезлом в руках. Сам он с талантом и самоотдачей сочинял стихи на итальянском языке. Однако его самым значительным вкладом в культуру была его коллекция произведений искусства, собранная во время его пребывания в Нидерландах. Основу коллекции составляли картины нидерландских и венецианских живописцев XVI века. В коллекции хранилось множество произведений известного голландского художника Давида Тенирса Младшего. Причём Тенирс не только писал картины для эрцгерцога, но и помогал ему в составлении коллекции. Значительную часть коллекции составили произведения искусства, приобретённые у английских роялистов, эмигрировавших из Англии после Английской революции. В настоящее время основная часть собрания живописи эрцгерцога хранится в Музее истории искусств в Вене.